# Herbert Jamison
Herbert Brotherson Jamison (19 de julio de 1875 - 22 de noviembre de 1938) fue un atleta estadounidense que compitió en los Juegos Olímpicos de Atenas de 1896.
Jamison obtuvo la medalla de plata en la competición de 400 metros lisos. Ganó la clasificación preliminar con un tiempo de 56,8 segundos, lo cual le clasificó para la final. En esta mejoró su tiempo hasta lograr terminar la carrera en 55,2 segundos, hecho que no sirvió para batir a su compatriota Tom Burke, ganador de la final con 54,2 segundos.

## Palmarés
- Medalla de plata en los Juegos Olímpicos de Atenas (1896) en 400 metros lisos

- Datos: Q435957
- Multimedia: Herbert Jamison / Q435957